# Primeira Divisão 1943-44
La Primeira Divisão 1943/44 fue la 10.ª edición de la máxima categoría de fútbol en Portugal. Sporting de Portugal ganó su segundo título.

## Tabla de posiciones
| Pos. | Equipo                   | Pts. | PJ | G  | E | P  | GF | GC | Dif. | Clasificación   |
| ---- | ------------------------ | ---- | -- | -- | - | -- | -- | -- | ---- | --------------- |
| 1    | Sporting de Portugal (C) | 31   | 18 | 14 | 3 | 1  | 61 | 22 | +39  | Campeón de Liga |
| 2    | Benfica                  | 26   | 18 | 11 | 4 | 3  | 57 | 34 | +23  |                 |
| 3    | Atlético de Portugal     | 24   | 28 | 9  | 6 | 13 | 51 | 28 | +23  |                 |
| 4    | Porto                    | 23   | 18 | 10 | 3 | 5  | 46 | 36 | +10  |                 |
| 5    | Olhanense                | 22   | 18 | 10 | 2 | 6  | 65 | 34 | +31  |                 |
| 6    | Belenenses               | 21   | 18 | 9  | 3 | 6  | 41 | 32 | +9   |                 |
| 7    | Vitória Setúbal          | 17   | 18 | 7  | 3 | 8  | 52 | 50 | +2   |                 |
| 8    | Vitória Guimarães        | 7    | 18 | 2  | 3 | 13 | 25 | 68 | −43  |                 |
| 9    | Académica de Coimbra     | 6    | 18 | 3  | 0 | 15 | 35 | 68 | −33  |                 |
| 10   | Salgueiros               | 3    | 18 | 1  | 1 | 16 | 23 | 84 | −61  |                 |

 Fuente: RSSSF
|                               |
| Campeón Sporting CP 2° título |

## Resultados
| Local \ Visitante    | ACC | ACP | BEL | BEN | OLH | POR | SAL  | SCP | VGU | VSE |
| -------------------- | --- | --- | --- | --- | --- | --- | ---- | --- | --- | --- |
| Académica de Coimbra | —   | 1–2 | 1–3 | 1–4 | 1–3 | 1–5 | 9–4  | 3–4 | 3–9 | 3–2 |
| Atlético de Portugal | 8–0 | —   | 2–2 | 3–1 | 3–4 | 2–2 | 4–0  | 2–2 | 3–2 | 4–1 |
| Belenenses           | 3–1 | 1–3 | —   | 1–2 | 4–0 | 3–2 | 5–1  | 1–1 | 1–2 | 4–1 |
| Benfica              | 2–1 | 2–1 | 1–1 | —   | 6–3 | 5–4 | 6–1  | 5–4 | 5–3 | 5–1 |
| Olhanense            | 3–2 | 1–1 | 1–0 | 2–2 | —   | 3–1 | 3–1  | 1–3 | 3–0 | 7–3 |
| Porto                | 8–2 | 2–0 | 5–0 | 3–2 | 4–2 | —   | 5–1  | 1–2 | 8–0 | 5–1 |
| Salgueiros           | 3–1 | 0–3 | 1–6 | 1–6 | 0–5 | 2–5 | —    | 1–5 | 3–5 | 2–2 |
| Sporting de Portugal | 2–0 | 2–2 | 6–1 | 1–0 | 2–0 | 3–1 | 10–0 | —   | 3–2 | 6–0 |
| Vitória Guimarães    | 2–0 | 4–4 | 1–3 | 1–1 | 1–3 | 3–3 | 2–1  | 2–3 | —   | 5–3 |
| Vitória Setúbal      | 1–5 | 1–4 | 1–2 | 2–2 | 2–2 | 2–1 | 2–1  | 0–2 | 0–8 | —   |